# Stephanie Roble
Stephanie Roble (Lake Beulah, 31 de maio de 1989), é uma velejadora norte-americana que é medalhista dos Jogos Pan-Americanos e multimedalhista em Campeonatos mundiais.

## Trajetória esportiva
Após sua graduação na universidade, a atleta dedicou-se ao esporte profissional, sendo uma das fundadora da equipe Epic Racing, da categoria Match Race. Como capitã da equipe, ela conquistou duas medalhas de bronze nos Campeonatos mundiais de 2014 e de 2015, além de ter sido campeã em 2014 da Série internacional de Match Racing feminina.
Em 2019, a atleta foi vice-campeã nos Jogos Pan-Americanos, na classe 49er FX. Sua parceira foi a compatriota Margaret Shea. A equipe foi derrotada pela dupla campeã olímpica do Brasil, Martine Grael e Kahena Kunze, que venceu nove das doze regatas. Muito mais equilibrada foi a disputa pela prata contra as argentinas Victoria Travascio e María Sol Branz, que terminou com uma vantagem de um ponto perdido a menos para as norte-americanas, após as argentinas serem desclassificadas da regata da medalha.
No ano de 2020, a atleta conquistou seu primeiro grande resultado a nível internacional: o bronze no Mundial da classe 49er FX, em Geelong, Austrália. Com este resultado, ela e sua companheira Margaret Shea conquistaram o direito de representar os Estados Unidos nos Jogos Olímpicos de Verão de 2020, em Tóquio.